# 沪港关系
| 行政区     | 香港特别行政区        | 上海市            |
| ---------- | --------------------- | ----------------- |
| 行政区类型 | 特別行政區 省级行政区 | 直辖市 省级行政区 |
| 土地面积   | 1106平方公里          | 6341平方公里      |
| 人口       | 729万人               | 2415万人          |
| 人口密度   | 6544人/km²            | 3775人/km²        |
| GDP        | ¥2.52萬亿元           | ¥3.82萬億元       |
| GDP增长率  | 2.4%                  | 6.9%              |
| 人均GDP    | 4.36万美元            | 1.85万美元        |

沪港關係，是指中國上海市与香港之间的关系。香港和上海有著密切的關係，且相互影響。早至清朝，1842年《南京條約》後，五口通商，其中一口即為上海，當時就開始與香港有貿易關係，故港府在開拓九龍半島時，就決定以主要經貿伙伴來命名新街道，當中一條就是上海街了。與香港早期的經濟發展，很大部分是由南遷香港的上海商人帶動；到了今天，許多港商亦有在上海投資。1990年，朱鎔基访问香港时曾说：“香港之所長，是上海之所短；上海之所長，是香港之所需。”滬港兩地制度不同，基礎不同，經濟腹地不同，運作方式也不一樣，各有特點和長處。香港是亚洲区域性的金融中心，而上海现时还是以国内市场为主的金融中心。
时任中共中央政治局委员、上海市委书记黄菊在2001年接受香港文汇报采访时指出，香港不用担心被上海取代；沪港两地的关系是“优势互补，互惠互利，共同繁荣”；在金融、航运、服务、管理，以及高层次专业人才等方面，香港都较上海更具优势。
目前，香港特別行政區在上海設有駐上海經濟貿易辦事處，負責對上海和周邊省市的聯絡溝通等職務。

## 经济
沪港两地的金融业早在20世纪30年代就有很多往来，当时上海是远东最大的金融中心。1949年中华人民共和国成立后，先后关闭了上海各类金融市场，与此同时香港则承接了一批来自上海的资金、银行家及金融机构。中国改革开放后，香港工商界积极返回上海投资，促进了两地经济与金融业的往来。1990年代初，大批香港资本进军上海，当时以房地产投资与制造业设厂为主。
2014年11月17日，沪港通正式開通，使中國内地和香港投资者允许通过当地证券公司或者经纪商买卖规定范围内的对方交易所上市的股票。2018年4月11日，滬港通每日交易額度計劃將擴大4倍。
截至2019年，來自香港的投資占上海实际利用外资总额的62%。香港已成為上海最大的外商投资来源地。

## 人口遷移
1949年中共建政後，上海及蘇浙一帶有不少資本家和一些人口帶同資本和機器南來香港，部分區於北角、鰂魚涌、寶馬山一帶，致使北角當時有「小上海」之稱。這情況到後來福建人佔據北角後，上海人就開始遷至香港各處，鮮有如部分籍貫一般集中在某些地區。南來的有部分成為了演藝界紅星，例如沈殿霞、汪明荃、陳鴻烈、姜大衛、鄭佩佩、馬海倫、岳華等。南來文人最有名的，當數張愛玲。《72家房客》等就有沈殿霞飾演的上海婆，以戲劇方式描繪港人對上海人的部分性格投射。

## 飲食
隨著人口遷移，香港也開設了一些以上海麵食、菜飯等，但口味已稍為調整以遷就港人的港式上海餐廳，也有一些較為正宗的上海菜。1977年創會的上海總會位於中環雲咸街一號南華大廈一至三樓，設有滬菜餐廳。上海方面，約2010年代起陸續有人開設港式茶餐廳，但為數不多。

## 沪港合作机制
2003年10月27日，时任上海市市长韩正和香港特别行政区行政长官董建华在香港共同主持召开沪港经贸合作会议第一次会议，正式宣布建立沪港经贸合作会议机制，决定根据需要由双方协商不定期举行会议，沟通交流沪港两地合作情况，讨论合作交流重要事项，研究安排重要工作。沪港合作机制是香港与内地省（直辖市）正式建立的三大合作机制之一，截至2024年共进行六次会议。

### 引用
1. ↑  . 政府統計處. 2014-08-12  [2016-12-19]. （原始内容存档于2016-11-14） （中文（繁體））.
2. ↑  . 凤凰资讯. 21世纪经济报道. 2016年2月17日  [2016-12-19]. （原始内容存档于2016-12-07）.
3. ↑  tse york ting. . 城大商学院.   [2016-12-19]. （原始内容存档于2018-03-17）.
4. ↑  任慧文. . 太平洋世紀出版社. 1998: 第328页  [2016-12-19]. （原始内容存档于2018-03-27）.
5. ↑  . 人民网. 中国新闻社. 2001年9月20日  [2016-12-19]. （原始内容存档于2018年3月17日）.
6. ↑  .   [2018-11-25]. （原始内容存档于2018-11-26）.
7. ↑  谢国梁. . 中国知网. 港澳经济年鉴社. 2005  [2016-12-19]. （原始内容存档于2019-06-06）.
8. ↑  林华生; 黄枝连. . World Scientific. : 345页  [2016-12-19]. （原始内容存档于2017-10-24）.
9. ↑  洪俊杰. . 上观新闻. 2021-08-28  [2022-01-04]. （原始内容存档于2022-01-04）.
10. ↑  .   [2016-12-19]. （原始内容存档于2017-01-02）.
11. ↑  . 華爾街日報.   [2018-04-11]. （原始内容存档于2018-04-12）.
12. ↑  . 商業電台網站.   [2018-04-11]. （原始内容存档于2018-04-12）.
13. ↑  . 中央人民政府驻香港特别行政区联络办公室.   [2022-01-04]. （原始内容存档于2018-08-17）.
14. ↑  刘明洋; 许晓青. . 新华网. 2021-08-31  [2022-01-04]. （原始内容存档于2021-12-24）.
15. ↑  . 澎湃新闻. 2024-04-26  [2024-04-26]. （原始内容存档于2024-04-26） （中文）.